# Kvænangen

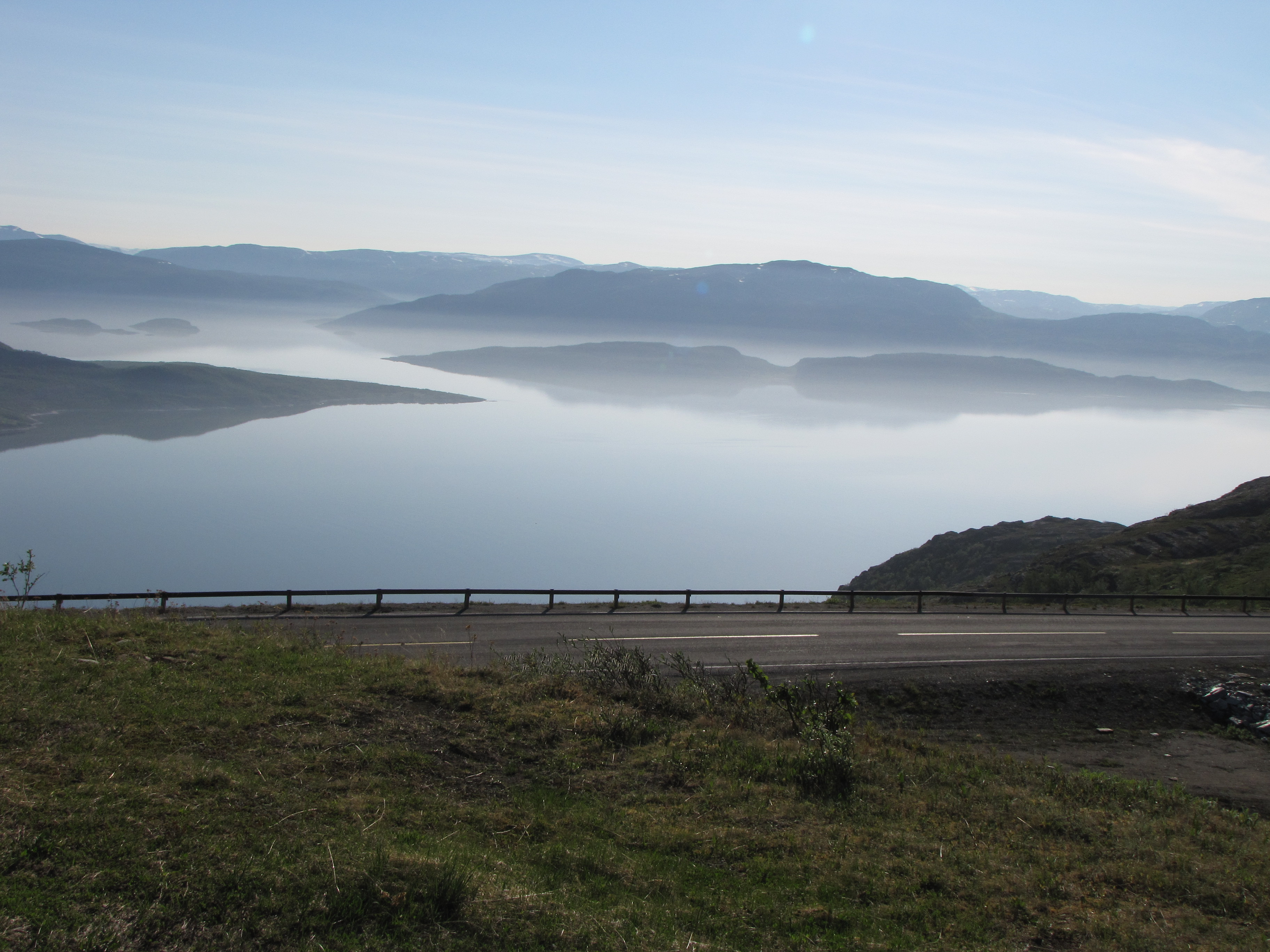
Morgon vid fjorden Kvænangen.

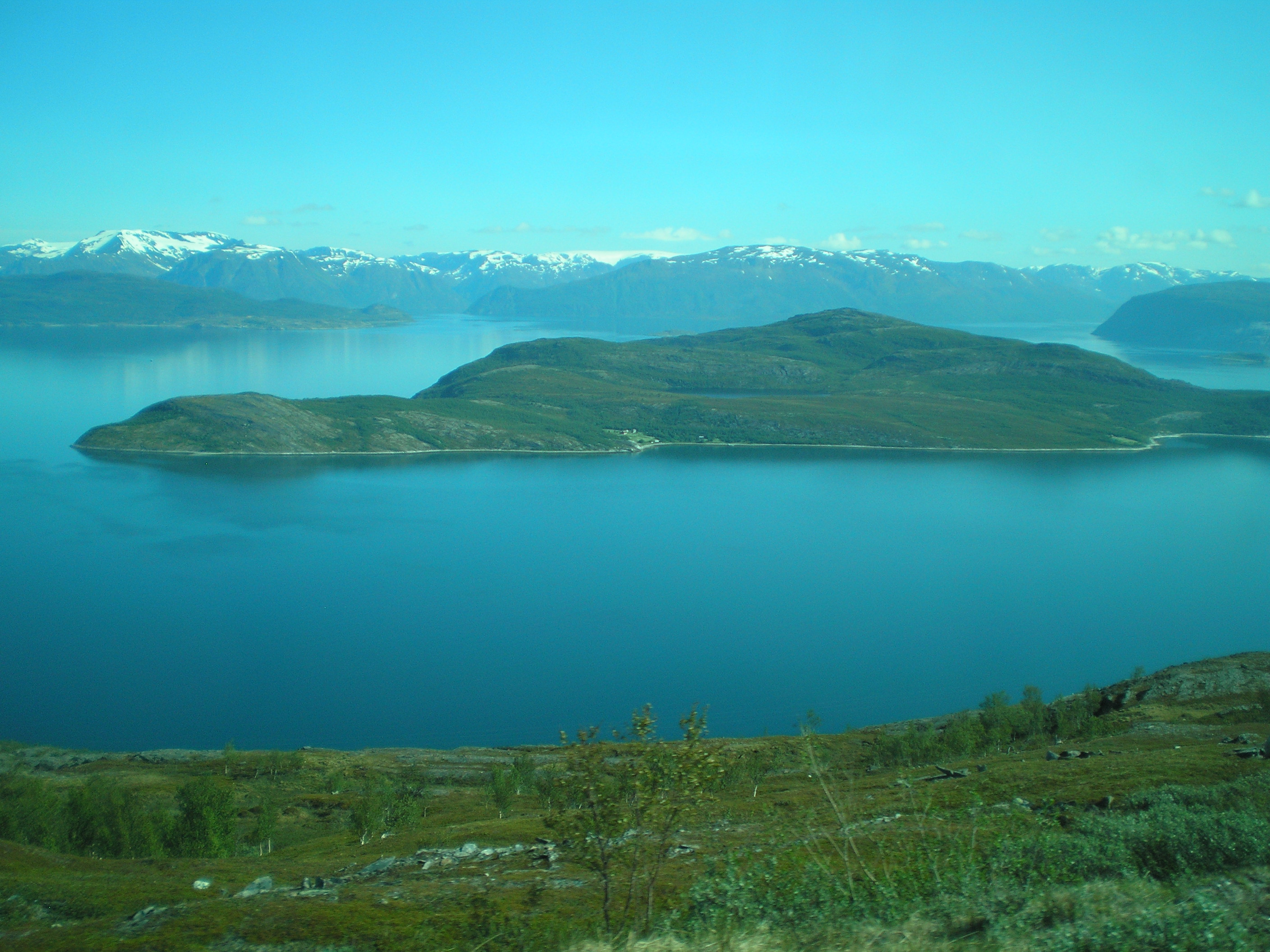
Kvænangen

Kvænangen (nordsamiska: Návuonna), är en 117 km lång fjord i Kvænangens och Skjervøy kommuner i Troms fylke, Norge.
Fjordens yttre del ligger öster om Arnøy och Laukøya i Skjervøy kommun. Söder om Laukøya ligger själva Skjervøya, och mellan denna och Store Haukøya längre österut går fjordarmen Reisafjorden in till Storslett. Ön Spildra ligger mitt i fjorden där den börjar skära sig in i fastlandet, medan Rødøya ligger längre mot nordväst. I området kring dessa öar går många fjordarmar österut. Längst norrut ligger Olderfjorden, därefter Reinfjorden, Jøkelfjorden, Lille Altafjorden och Burfjorden.